# Gaven Donne

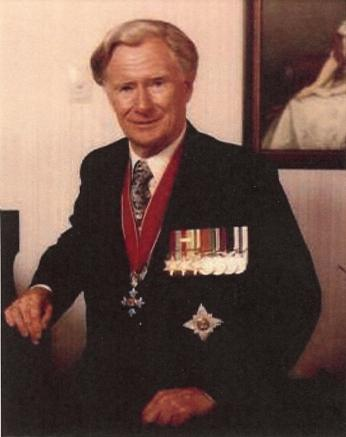
Gaven Donne

Sir Gaven John Donne KBE (* 8. Mai 1914, Christchurch, Neuseeland; † 28. März 2010) war ein Jurist. Er war Chief Justice von Samoa, Niue, Cook Islands, Nauru und Tuvalu, sowie Queen’s Representative für die Cook Islands.

## Leben
Donne erhielt seine Ausbildung an Palmerston North Boys’ High School, Hastings Boys’ High School, Victoria University of Wellington und der University of Auckland. Er erhielt seine Anwaltslizenz („admitted to the bar“) 1938 und wurde 1958 Magistrat.
In seiner langen Karriere diente er ab 1969 am Supreme Court of Samoa. 1972 wurde er zum Chief Justice of Samoa ernannt, 1974 ebenfalls zum „Chief Justice“ für die Cook Islands und 1975 für Niue. 1978 urteilte er über die Klagen bei den Wahlen der Cook Islands und verurteilte die Cook Islands Party von Albert R. Henry wegen Wahlbetrugs; dadurch verlor die Partei ihre Macht.
1982 wurde er als erster Queen’s Representative für die Cook Islands eingesetzt. Nach seiner Amtszeit wurde er 1985 Chief Justice of Nauru und Tuvalu.
Donne ging 2001 in Ruhestand. Er war einer der Richter in der Südlichen Hemisphäre mit der längsten Amtszeit.